# Seznam znanstvenofantastičnih filmov
Seznam najpomembnejših in znanih znanstvenofantastičnih filmov.

## 0-9
- 2001: Vesoljska odiseja (2001: A Space Odyssey) (1968)
- 2046 (2004)

## A
- Andromedin soj (Andromeda Strain, The) (1971)
- Alien proti predatorju (Alien vs. Predator) (2004)
- Android (Android) (1982)
- Atlas oblakov (2012)
- Avalon (2001)
- Avatar (2009)

## B
- Bližnja srečanja tretje vrste (Close Encounters of the Third Kind) (1977)
- Bojno polje Zemlja (Battlefield Earth) (2000)

## Č
- Čarovnik (Чародеи) (1982)
- Časovni stroj (The Time Machine) (1960)
- Časovni stroj (The Time Machine) (1978)
- Časovni stroj (The Time Machine) (2002)

## D
- Dan neodvisnosti (Independence Day) (1996)
- Dan pojutrišnjem (The Day After Tomorrow) (2004)
- Dnevi mrka (Дни затмения) (1988)
- Doom (2005)
- Dr. Jekyll in Mr. Hyde (Dr. Jekyll and Mr. Hyde) (1931)
- Dune (Dune) (1984)
- Dvajset tisoč milj pod morjem (Vingt Mille Lieues sous les mers) (1907)
- Dvajset tisoč milj pod morjem (Twenty Thousand Leagues Under the Sea) (1916)

## E
- Enderjeva igra (2013)
- EXistenZ (1999)

## F
- Fahrenheit 451 (1966)
- Fahrenheit 451 (2008)
- FAQ: Frequently Asked Questions (2004)
- Frankenstein (1931)
- Frankensteinova nevesta (The Bride of Frankenstein) (1935)

## G
- Gattaca (1997)
- Gayniggers From Outer Space (1992)
- Grdi labodi (Гадкие лебеди) (2006)

## H
- Hotel »Pri poginulem alpinistu« ( 'Hukkunud Alpinisti' hotell) (1979)

## I
- Iztrebljevalec (Blade Runner) (1982)

## J
- Jaz, robot (I, Robot) (2004)
- Jedro (The Core) (2003)
- Jurski park (Jurassic Park) (1993)
- Jurski park 2: Izgubljeni svet (The Lost World: Jurassic Park)  (1997)
- Jurski park 3 (Jurassic Park III) (2001)

## K
- K-PAX (2001)
- Kin-dza-dza! (Кин-дза-дза!) (1987)
- King Kong (1933)
- King Kong (2005)

## M
- Maja in vesoljček (Maja in vesoljček) (1988)
- Mars napada! (Mars Attacks!) (1996)
- Medzvezdje (Interstellar) (2014)
- Mesto slovesa (La Jetée) (1962)
- Matrica:
  - Matrica (The Matrix) (1999)
  - Matrica: Reloaded (The Matrix Reloaded) (2003)
  - Matrica: Revolucija  (The Matrix Revolutions) (2003)
- Metropolis (1927)
- Metuljev pojav (The Butterfly Effect) (2004)
- Misija na Mars (Mission to Mars) (2000)
- Možje v črnem:
  - Možje v črnem (MiB) (1997)
  - Možje v črnem 2 (MiB2) (2002)
  - Možje v črnem 3 (MiB3) (2012)

## N
- Naseljeni otok (Обитаемый остров) (2008/2009)
- Nebeški kapitan in svet prihodnosti (Sky Captain and the World of Tomorrow) (2004)

## O
- Odiseja 2010 (1984)
- Okrožje 9 (District 9) (2009)
- Osmi potnik (Alien) (1979)
- Osmi potnik 2 (Aliens) (1986)

## P
- Peti element (Fifth element, The) (1997)
- Pisma mrtvega človeka (Письма мёртвого человека) (1986)
- Planet teme (Pitch Black) (2000)
- Pošastno (Cloverfield) (2008)
- Predator (Predator) (1987)
- Predator 2 (Predator 2) (1990)
- Prihod (Arrival) (2016)
- PROXIMA (2007)

## R
- Raketna ladja X-M (Rocketship X-M) (1950)
- Riddickove kronike (The Chronicles of Riddick) (2004)
- Roboti (Robots) (2005)

## S
- Shaun of the Dead (2004)
- Skušnjava B. (Искушение Б.) (1990)
- Sodnik Dredd (Judge Dredd) (1995)
- Solaris (1972)
- Solaris (2002)
- Sončna svetloba (Sunshine) (2007)
- Spectral (2016)
- Superdekle (Supergirl) (1984)
- Superman (film) (1978)
- Superman 2 (1980)
- Superman 3 (1983)
- Superman 4: Iskanje miru (1987)
- Superman se vrača (2006)
- Superman 2: Verzija Richarda Donnerja (2006)
- Stalker (Сталкер) (1979)
- Stik (Contact) (1997)
- Stvor (Thing) (1982)

## Š
- Štoparski vodnik po galaksiji (The Hitchhiker's Guide to the Galaxy) (2005)

## T
- Ta otok Zemlja (This Island Earth) (1955)
- Temna zvezda (Dark Star) (1974)
- Terminator (1984)
- Terminator 2: Sodni dan (Terminator 2: Judgment Day) (1991)
- Terminator 3: Vstaja strojev (Terminator 3: Rise of the Machines) (2003)
- Težko je biti bog (Es ist nicht leicht ein Gott zu sein, Трудно быть богом) (1989)
- THX 1138 (1970)
- Tron (1982)

## U
- Univerzalni vojak (Universal Soldier) (1992)

## V
- Večno sonce brezmadežnega uma (Eternal Sunshine of the Spotless Mind) (2004)
- Vesoljski bojevniki (Starship Troopers) (1997)
- Vesoljski kavboji (Space Cowboys) (2000)
- Vojna svetov (War of the Worlds) (1953)
- Vojna svetov (War of the Worlds) (2005)
- Vojna zvezda Galaktika (Battlestar Galactica) (1978)
- Vojna zvezd
Vojna zvezd: Epizoda I - Grozeča prikazen (Star Wars: Episode I - The Phantom Menace) (1999)
Vojna zvezd: Epizoda II - Napad klonov (Star Wars: Episode II - Attack of the Clones) (2002)
Vojna zvezd: Epizoda III - Maščevanje Sitha (Star Wars: Episode III - Revenge of the Sith) (2005)
Vojna zvezd: Epizoda IV - Novo upanje (Star Wars: Episode IV - A New Hope) (1977)
Vojna zvezd: Epizoda V - Imperij vrača udarec (Star Wars: Episode V - The Empire Strikes Back) (1980)
Vojna zvezd: Epizoda VI - Jedijeva vrnitev(Star Wars: Episode VI - Return of the Jedi) (1983)
- Vrnitev v prihodnost (Back to the future) (1985)

## Z
- Zgodba o nevidnem človeku (The Invisible Man) (1933)
- Zgodovina arkanarskega pokola (История арканарской резни) (2008)
- Zvezdna vrata (Star Gate) (1994)
  - Zvezdna vrata: Kontinuum (2008)
  - Zvezdna vrata: Skrinja resnice (2008)
- Zvezdne steze (Star Trek)
Zvezdne steze: Nemesis (Star Trek: Nemesis) (2002)
Zvezdne steze: Upor (Star Trek: Insurrection) (1998)
Zvezdne steze: Prvi stik (Star Trek: First Contact) (1996)
Zvezdne steze nove generacije (Star Trek: Generations) (1994)
Zvezdne steze 6: Nepoznana dežela (Star Trek: The Undiscovered Country) (1991)
Zvezdne steze 5: Končna meja (Star Trek: The Final Frontier) (1989)
Zvezdne steze 4: Potovanje domov (Star Trek: The Voyage Home)  (1986)
Zvezdne steze 3: Iskanje Spocka (Star Trek: The Search for Spock) (1984)
Zvezdne steze 2: Khanova jeza (Star Trek: The Wrath of Khan) (1982)
Zvezdne steze: Film (Star Trek: The Motion Picture) (1979)
Zvezdne steze (Star Trek) (2009)
Zvezdne steze: V temo (Star Trek Into Darkness) (2013)